# ۸ مه
۸ مه در تقویم گرگوری، صد و بیست و هشتمین (در سال‌های کبیسه صد و بیست و نهمین) روز سال است. ۲۳۷ روز تا پایان سال باقی است.

## رویدادها
- 1945- پایان جنگ جهانی دوم و روز پیروزی در اروپا.
- 1981- فیلم سوزان، یکی از برترین فیلم‌های ژانر اسلشر در ایالات متحده آمریکا اکران شد.
- 2018- اعلام رسمی خروج آمریکا از برجام توسط دونالد ترامپ رئیس جمهور وقت ایالات متحده.

## مناسبت‌ها
- روز جهانی یادبود درگذشتگان در جنگ جهانی دوم
- ۱۹۹۲ - آغاز نبرد آزادسازی شوشی
- روز جهانی صلیب سرخ و هلال احمر
- روز جهانی خر

## زادروزها
- 1914- رومن گاری، نویسنده و فیلم‌نامه‌نویس فرانسوی.
- 2009-سایمان عادلی،فوتبالسیت ایرانی.
- 1975- انریکه ایگلسیاس، خواننده و ترانه سرا اسپانیایی.

## مرگ‌ها
- ۱۷۹۴ - آنتوان لاووازیه، شیمی‌دان فرانسوی.
- ۱۸۸۰ - گوستاو فلوبر، نویسنده فرانسوی و خالق رمان مادام بوآری. (زاده: ۱۸۲۱)
- ۲۰۱۷ – آلان اچ. ملتسر، اقتصاددان اهل ایالات متحده آمریکا (ز. ۱۹۲۸)